# Fuerza de Defensa de Hong Kong
La Fuerza de Defensa de Hong Kong fue la principal formación del Ejército Imperial Japonés responsable de las funciones de guarnición durante la ocupación japonesa de Hong Kong. Se formó en enero de 1942 y se disolvió después del final de la guerra en agosto de 1945.

## Estructura e historia
La Fuerza de Defensa de Hong Kong se estableció el 19 de enero de 1942, tras la victoria japonesa durante la batalla de Hong Kong en diciembre de 1941. La 38.ª División, que había sido la principal unidad del Ejército Imperial Japonés responsable de capturar la colonia británica, partió el mismo mes. La Fuerza de Defensa de Hong Kong informó al Gobierno japonés del Territorio Ocupado de Hong Kong. Las otras unidades militares japonesas estacionadas en Hong Kong desde principios de 1942 fueron la pequeña Fuerza de Artillería de Hong Kong y la Fuerza de Hong Kong de la Base de la Armada Imperial Japonesa, que formaban parte de la 2.ª Flota Expedicionaria de China.
La Fuerza de Defensa de Hong Kong tenía una estructura similar a las Brigadas Mixtas Independientes del Ejército Imperial Japonés, que también se establecieron inicialmente para ocupar el territorio controlado por los japoneses. Sus elementos principales eran tres batallones de infantería, los 67.º, 68.º y 69.º batallones de infantería independientes. Estos batallones estaban apoyados por una unidad de artillería compuesta por seis cañones antiaéreos, una batería de morteros de trinchera y dos baterías de artillería de campaña. La Fuerza de Defensa de Hong Kong tenía también un hospital. La dotación autorizada era de 106 oficiales y 3.028 soldados. Esta estructura se mantuvo sin cambios hasta la disolución de la fuerza tras el final de la guerra.
Los tres batallones de infantería estaban estacionados en la isla de Hong Kong, Kowloon y los Nuevos Territorios. Los batallones en Kowloon y los Nuevos Territorios operaron en áreas urbanas, a lo largo del Ferrocarril Kowloon-Cantón y en cuatro puestos. El tamaño de las Fuerzas de Defensa de Hong Kong resultó ser demasiado pequeño, y un destacamento de 250 soldados del 23.º Ejército también estaba estacionado en Hong Kong.
La Fuerza de Defensa de Hong Kong se rindió a los británicos junto con el resto de las fuerzas japonesas en Hong Kong el 16 de septiembre de 1945 como parte de la reocupación de la colonia.